# Falissade
Falisade (ou Falessade) est une ville et une sous-préfecture de la préfecture de Dubréka dans la région de Kindia, dans l'ouest de la Guinée.

## Population
En 2016, la localité comptait 11 778 habitants.